# George Burt (Bauunternehmer)

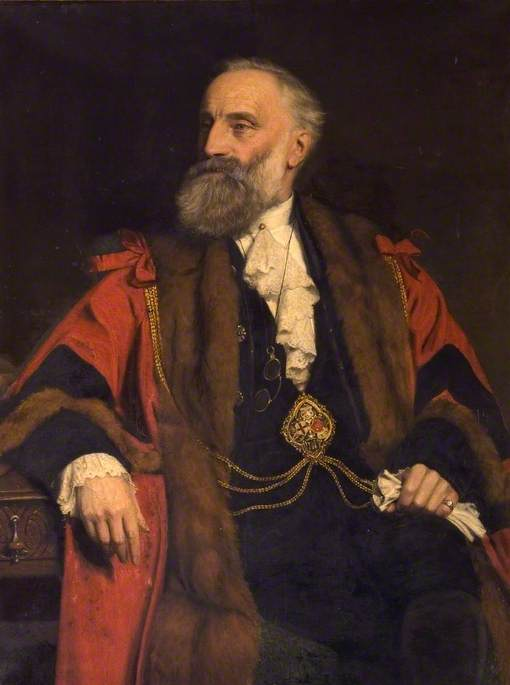
George Burt

George Burt (* 2. Oktober 1816 in Swanage; † 18. April 1894 ebenda) war ein Steinmetz und erfolgreicher Steinhändler. Er war Philanthrop und sehr wohlhabender Geschäftsmann und Bauunternehmer. Der Vater von George, Robert (1788–1847), war ebenso Steinmetz und ein Kohlehändler, der seine Geschäfte in der Swanage High Street betrieb und seine Mutter war Letitia, geborene Manwell, (1786–1861) und die Schwägerin von John Mowlem.  George hatte fünf Geschwister Elizabeth Letitia (1818–1889), Robert Henry (1821–1876), Charles (1823–?), Francis Alfred (1825–?) and Susannah Ann, ’Susy’ (1829–1871). George wuchs in Swanage, Dorset, auf.
Als junger Mann, arbeitet George in den Steinbrüchen der Isle of Purbeck. Er heiratete Elizabeth Hudson (1812–1886) am 19. Mai 1841 in Paddington, London. Das Paar hatte fünf Kinder, Elizabeth Sophia (1843–1880), John Mowlem (1845–1894), Annie (1846–1918), Emma Rust (1849–1910) und George (1851–?).
Im Jahre 1835 zog Burt nach London, um dem Geschäft von Mowlem beizutreten und in 1844 wurde er Mowlems Partner, zusammen mit seinem Schwager Joseph Freeman. Nach dem Tode von John Mowlens im Jahre 1868 übernahm Burt die Führung der Firma. Burt war der Unternehmer, der die Firma am meisten veränderte und in der Finanzkrise der Jahre 1866 bis 1867, in der viele Unternehmen in Konkurs gingen, war er in der Lage den größten Bauauftrag in dieser Zeit auszuführen, den Bau der Queen Victoria Street (1869).
George Burt kaufte im Jahre 1857 ein Wohnhaus im georgischen Stil in der Hauptstraße in Swanage, das zu seiner Residenz wurde. Im Jahre 1875 baute er das Wohnhaus Purbeck House aus Purbeck-Stein, ein Gebäude im Neogotikstil. Heute ist es ein Hotel. Sowohl John Mowlem wie auch George Burt nahmen durch den Bau eines Großteils der Infrastruktur der Stadt großen Einfluss auf die Entwicklung von Swanage.  Sie waren für den Bau des ersten Gas- und Wasserwerks zuständig und Burt baute, gestaltete und stiftete das Swanage Rathaus.
Im Jahre 1862 kaufte George Burt das hügelige Land um Durlston Head. In diesem Gebiet befanden sich auch einige Steinbrüche, aus welchen ihr Unternehmen Kalkstein gewann. Er wollte das Gebiet zur touristische Attraktion entwickeln. Im Jahre 1887 baute er eine kleine Burg auf dem Hügel, ein Folly. Durlston Castle wurde von den Architekten G. R. Crickmay aus Weymouth konzipiert und 1886–87 von W. M. Hardy vollständig aus lokalem Stein gebaut wurde. Burt ließ auch den Great Globe, eine 40 Tonnen wiegende Weltkugel herstellen.
George Burt starb in Swanage wurde aber in Kensal Green Cemetery in London beerdigt. Die Führung des Unternehmens ging an seine Nachkommen über, an Sir John Mowlem Burt (1845–1918) und Sir George Mowlem Burt (1884–1964).